# Rocketplane Limited, Inc.
Rocketplane Limited, Inc. va ser una empresa de disseny i desenvolupament de naus espacials amb seu a De Pere, Wisconsin. Després de declarar-se en fallida, la companyia es va reincorporar com a Rocketplane Global Inc.

## Història
Rocketplane Limited, Inc. va ser incorporada sota les lleis de l'estat d'Oklahoma el 16 de juliol de 2001. George French, director general de Rocketplane Limited, va anunciar la fusió Kistler Aerospace, renomenant-ne a Rocketplane Kistler. Kistler Aerospace havia dissenyat i iniciat la construcció del vehicle de llançament K-1, una llançadora orbital totalment reutilitzable de dues etapes, però va presentar la fallida abans que el vehicle es pogués completar. French va utilitzar el K-1 per licitar contractes comercials de subministrament de tripulació i càrrega a l'Estació Espacial Internacional en el marc del programa COTS (Commercial Orbital Transportation Services) de la NASA. Aquest contracte es va adjudicar conjuntament a SpaceX i Rocketplane Kistler el 18 d'agost de 2006. Després de fer fallida, es va comprar per fallida i es va canviar de nom a Rocketplane Global. A partir de l'abril del 2017 es va traslladar a Delaware. Els fundadors de la corporació preveien construir un avió espacial que enviaria als passatgers a més de 100 km per sobre de la Terra i llançaria satèl·lits. El 2004, Rocketplane Limited va ser designat com a proveïdor de transport espacial qualificat per l'estat d'Oklahoma sota les directrius especificades en SB 817. Amb aquesta designació, l'estat d'Oklahoma va atorgar a Rocketplane crèdits fiscals reemborsables que es van utilitzar per iniciar operacions, desenvolupar instal·lacions i contractar el personal d'enginyeria requerit.
Rocketplane Global Inc. (una empresa de Delaware) és el nom actual de la companyia. Rocketplane Global Inc. és el successor de Rocketplane Pioneer, Rocketplane Limited d'Oklahoma, Rocketplane Kistler i Rocketplane Global LLC.
Pioneer Rocketplane i Rocketplane Kistler s'han dissolt. Kistler Space Systems ha substituït la part de Kistler de Rocketplane Kistler. Rocketplane Kistler posseïa la propietat intel·lectual de Pioneer.

## Turisme espacial
Rocketplane Limited tenia la intenció de fer vols de turisme espacial mitjançant l'avió espacial Rocketplane XP que estava construint. Havia anunciat plans per volar la XP el 2007, però el 31 d'agost del 2007, el seu director executiu, Calvin Burgess, va dir que els vols de prova es retardarien fins al 2009 i que els vols comercials es retardarien fins almenys el 2010. Rocketplane preveia uns preus dels bitllets de 200.000 dòlars americans per a un seient en un vol suborbital, que inclou 4 minuts d'ingravidesa, amb un apogeu de més de 100 quilòmetres d'altitud.

## Fallida
Space News, Aviation Week i l'Oklahoma Gazette van denunciar acomiadaments i problemes de finançament. Aquestes publicacions van informar que "els funcionaris de Rocketplane Kistler no van complir el termini de finançament establert per un contracte de la NASA per construir un coet reutilitzable; ... Space News va publicar una història del 25 de juny del 2007: "... si RpK [Rocketplane Kistler] fes falta el nou termini, seria la quarta vegada que la companyia tornava a la NASA i sol·licités una pròrroga."
El 18 d'octubre de 2007, la NASA va suspendre el seu acord amb Rocketplane Kistler i va anunciar que el compromís restant de 175 milions de dòlars per al projecte es posaria a disposició d'altres empreses. El 19 d'octubre, la companyia va apel·lar la decisió i li va demanar a la NASA que reconsiderés la rescissió o, alternativament, pagués 10 milions de dòlars en costos ocasionats fins a la data.
Al febrer de 2009, Rocketplane va deixar el seu edifici de la seu de la ciutat d'Oklahoma. Segons el representant de l'estat d'Oklahoma, David Dank, Rocketplane ja no té presència en l'estat, però es van anar sense deute amb Oklahoma. Rocketplane va presentar la fallida i liquidació del capítol 7 el juliol de 2010.

## Fora de la fallida
El 2011, els actius de Rocketplane Limited van ser venuts en una subhasta i comprats per George French i John Burgener. Els actius es van transferir a la nova companyia Rocketplane Global LLC, amb seu a De Pere, Wisconsin. El focus va passar dels vols de passatgers amb l'avió espacial XP als satèl·lits amb l'avió espacial més gran Pathfinder / XS. Rocketplane Global va actualitzar i revisar significativament els plans del Pathfinder per presentar una oferta pel programa XS-1 de la DARPA, però no va guanyar contracte. Rocketplane Global va traslladar-se a Delaware l'abril de 2017, per permetre millors oportunitats de finançament.
La companyia fou venuda per 25.000 dòlars a Craig Dickman, fundador i CEO de Breakthrough Fuel, quedant-se amb les patents i la propietat intel·lectual.